# Les Derniers
Les Derniers (titre original : Gli ultimi) est un film italien réalisé par Vito Pandolfi et sorti en 1963. 
Il s'agit d'une adaptation de la nouvelle de David Maria Turoldo, Io non ero fanciullo.

## Synopsis
Région du Frioul, à la veille de l'entrée en guerre de l'Italie. Un enfant d'une dizaine d'années, Checo, issu d'une famille de paysans pauvres, rêveur et doué pour le dessin, est l'objet de moqueries des enfants de son âge qui le surnomment « l'épouvantail » (spaventapasseri) et l'excluent régulièrement de leurs activités. Méprisé et traité en souffre-douleur, il a pour unique consolation l'affectueuse attention de Josette, la fillette d'un mineur atteint de tuberculose. La famille de Checo survit grâce à l'argent de son frère aîné, mineur à Charleroi en Belgique, mais ce dernier, victime d'un grave accident de travail, meurt tragiquement. Checo doit désormais assumer les responsabilités de chef de famille, mais il lui faut surmonter l'extrême marginalité dans laquelle il se trouve...

## Fiche technique
- Titre du film : Les Derniers
- Titre original : Gli ultimi
- Réalisation : Vito Pandolfi (it)
- Scénario : V. Pandolfi, David Maria Turoldo d'après sa nouvelle, Io non ero fanciullo (littéralement : « Je n'étais pas un enfant »).
- Photographie : Armando Nannuzzi
- Format : Noir et blanc - 1,66 : 1
- Musique : Carlo Rustichelli
- Montage : Iolanda Benvenuti
- Décors : Bruno Vianello, Gino Persello
- Production : Henry Lombroso pour Le Grazie Film
- Durée : 92 minutes
- Pays d'origine :  Italie
- Date de sortie : 31 janvier 1963 en Italie

## Distribution
- Adelfo Galli : Checo
- Lino Turoldo : le père
- Margherita Tonino : la mère
- Riedo Puppo : le sacristain
- Vera Pescarolo : l'enseignante
- Laura de Ceccol : Josette
- Les habitants de Coderno di Sedegliano (Province d'Udine, Région du Frioul-Vénétie Julienne)

## Commentaire
Adaptation du récit autobiographique du prêtre écrivain David Maria Turoldo, qui fut, adolescent, berger dans la région du Frioul, Gli ultimi est la description d'un univers paysan en voie d'extinction. Sobre, extrêmement dépouillé, tourné en extérieurs réels et avec des habitants du village natal de l'écrivain, le film, pourtant méconnu, anticipe deux  œuvres marquantes du cinéma italien des années 1970 comme Padre padrone des frères Taviani et L'Arbre aux sabots d'Ermanno Olmi. 
Pier Paolo Pasolini, lui-même frioulan par sa mère, évoquait, à propos du film, « le contexte tragique d'une condition humaine amoindrie, mais non brisée, vue par les yeux toujours moins désenchantée du jeune Checo, le plus sensible et le plus intelligent des garçons du village. » Puis, il estimait que « la nostalgie, en tout ce qu'elle peut avoir de coupable, et par conséquent dominée par un sévère et sombre sens du renoncement, voilà l'idéologie de ce film. » « Ce sens du renoncement est cohérent du début à la fin du film et se présente finalement comme un système stylistique, fermé, sans un fléchissement ni un compromis, profondément poétique », disait-il.